# فرانكي مارتن
فرانكي مارتن (مواليد 25 فبراير 1908) هو ملاكم كندي، مثّل بلاده في الألعاب الأولمبية الصيفية 1928.

## روابط خارجية
فرانكي مارتن على موقع أوليمبيديا (الإنجليزية)